# Gbêkê
 (janvier 2021).
Si vous disposez d'ouvrages ou d'articles de référence ou si vous connaissez des sites web de qualité traitant du thème abordé ici, merci de compléter l'article en donnant les références utiles à sa vérifiabilité et en les liant à la section « Notes et références ».
La région de Gbêkê (également connue sous le nom de région de Wawlè depuis 2011) est l'une des trente-et-une régions de Côte d'Ivoire. Sa capitale ou encore son chef-lieu est Bouaké .

## Géographie
Gbêkê est située dans le nord du pays, il est limitrophe du Hambol, de l'Iffou, de la région du Bélier, de celle de Marahoué et de Béré,.

## Démographie
La population de la région lors du recensement de 2021 était de 1 352 900 habitants, ce qui en fait la troisième région la plus peuplée de Côte d'Ivoire.
La zone de Gbêkê était principalement habitée par le peuple autochtone Baoulé. Cependant avec l'arrivée de divers immigrants, elle devient une zone à forte incidence d'immigration étrangère en provenance des pays voisins (République de Guinée, Mali, Burkina Faso, Niger, Sénégal).
| Année | Population |
| ----- | ---------- |
| 2014  | 1 010 849  |
| 2021  | 1 352 900  |

## Économie
La principale activité de cette région est l'agriculture,qui se caractérise encore aujourd'hui par la production de produits de subsistance.Les principaux produits comprennent: l'igname,le riz,le maïs,les arachides,le manioc etc...
Elle a également d'autres secteurs d'activités tels que le commerce et l'industrie.

## Départements
La région de Gbêkê est divisée en 4 départements,,,:
- Bouaké, (chef-lieu)
- Béoumi
- Sakassou
- Botro

## Historique
Depuis sa création en 2011, elle est l'une des deux régions du district de la Vallée du Bandama.